# Andreaea urophylla
Andreaea urophylla är en bladmossart som beskrevs av H. Robinson in H. Robinson, Holm-nielsen och Lojtnant 1977. Andreaea urophylla ingår i släktet sotmossor, och familjen Andreaeaceae. Inga underarter finns listade i Catalogue of Life.